# (18) Мельпомена
(18) Мельпоме́на (лат. Melpomene) — астероид главного пояса, который принадлежит к светлому спектральному классу S. Он был открыт 24 июня 1852 года английским астрономом Джоном Хиндом в обсерватории Бишопа, Великобритания и назван в честь древнегреческой музы трагедии Мельпомены.
11 декабря 1978 года наблюдалось покрытие астероидом звезды SAO 114159. По результатам этого наблюдения было выдвинуто предположение о возможности наличия спутника у данного астероида, получившего временное обозначение S/1978 (18) 1. Позднее, в 1993 году Мельпомена наблюдалось в телескоп Хаббл, но подтвердить наличие спутника так и не удалось.